# Verkhni Armudan
Verkhni Armudan (en rus: Верхний Армудан) és un poble de l'óblast de Sakhalín, a Rússia, el 2013 tenia una població de 0 habitants. Pertany al districte municipal de Tímovskoie.